# پاچیسی
پاچیسی (‎/pəˈtʃiːzi/‎ pə-CHEE-zee ,هندوستانی: [pəˈtʃi:si:]) یک بازی تخته ای متقاطع و دایره‌ای است که در هند باستان ایجاد شده است. در متن باستانی مهابهاراتا با عنوان «پاشا»، توصیف شده است. روی تخته ای به شکل یک صلیب متقارن بازی می‌شود. یک بازیکن شش یا هفت صدف سپیدمهره را پرتاب می‌کند و با توجه به این که چند صدف به رو قرار دارند، مهره‌هایش می‌توانند خانه‌های جدولی تخته را طی کنند.
نام بازی از کلمه هندی paccīs گرفته شده است که به معنای «بیست و پنج» است، که بزرگ‌ترین امتیازی است که می‌توان با صدف‌های سپیدمهره پرتاب کرد؛ بنابراین این بازی با نام بیست و پنج نیز شناخته می‌شود. نسخه‌های دیگری از این بازی وجود دارد که بیشترین امتیازی که می‌توان در آن انداخت، سی است. گونه‌های مختلف دیگری از این بازی در مناطق مختلف جهان وجود داشته و دارد.

## تاریخچه
بازی‌هایی شبیه به چائوپار با طرح‌های رنگی متفاوت همراه با تاس از عصر آهن به این سو، در سایت‌هایی مانند ماتورا و نُه (۱۱۰۰–۸۰۰ قبل از میلاد) شناسایی شده‌اند. تخته‌های صلیبی شکل همچنین در نقش برجسته‌های هنری چاندراکتوگار که متعلق به قرن دوم تا یکم قبل از میلاد هستند نیز به تصویر کشیده شده‌اند. طرح‌واره‌ای از شیوا و پارواتی در قرن ششم یا هفتم وجود دارد که گفته می‌شود در حال بازی چائوپار (یک بازی مشابه به پاچیسی) هستند. در واقع این طرح‌واره فقط تاس را نشان می‌دهد؛ نه تختهٔ بازی را. در دوره‌ای مشابه، تخته‌ای مشابه با پاچیسی در غارهای الورا کشف شد. سندی از سلسله سونگ (۹۶۰–۱۲۷۹) هم پیدا شده که به یک بازی چینی به نام چوپو اشاره کرده است، «که در غرب هند اختراع شده و در زمان سلسله وی (۲۲۰–۲۶۵ پس از میلاد) به چین گسترش یافته» دقیقاً مشخص نیست این بازی مشابه چائوپار بوده یا تخته نرد؟

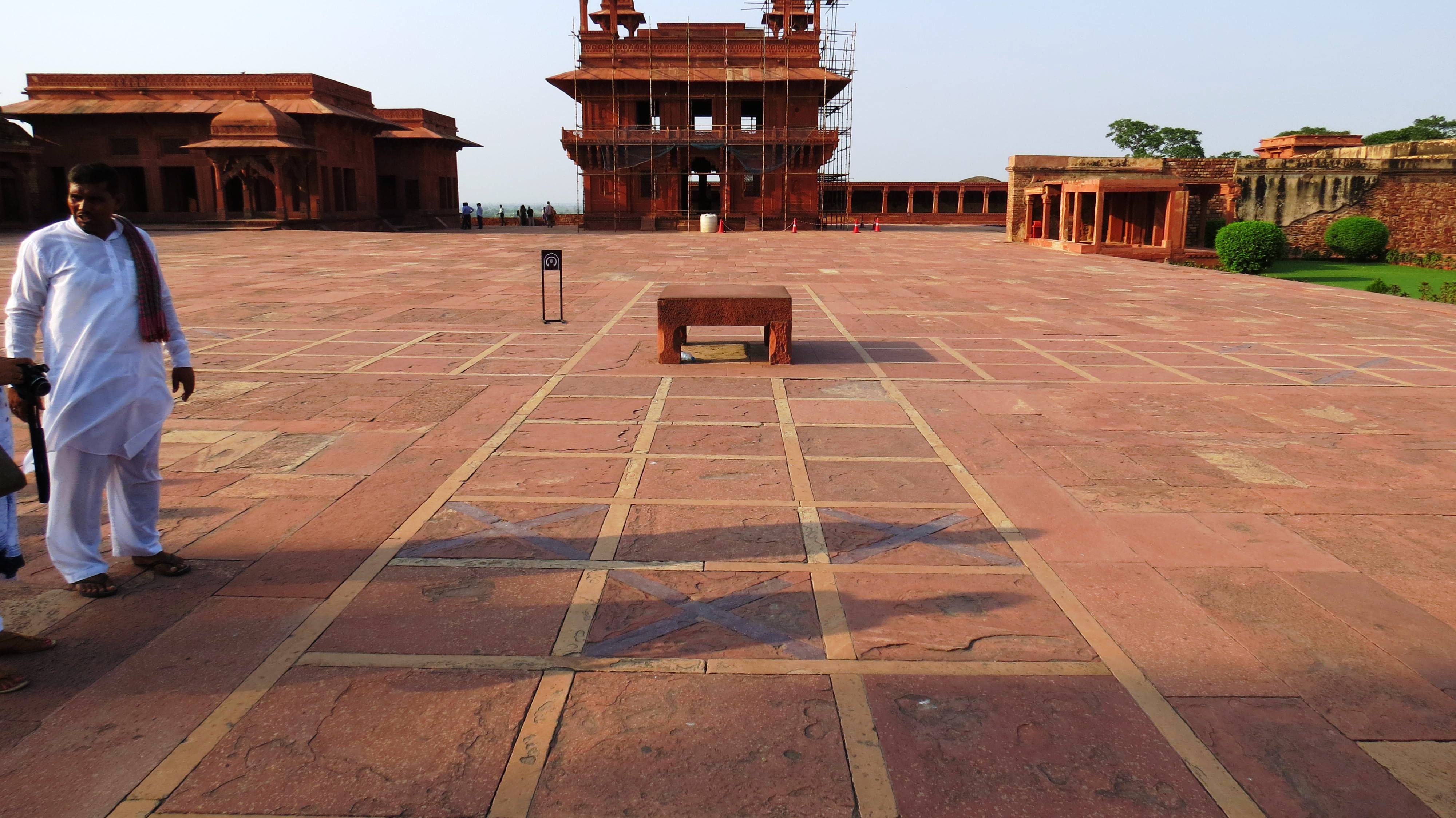
نسخه باغ باستانی بزرگ – فاتح پور سیکری – هند؛ سنگ‌فرش به گونه‌ای مربع-مربع ساخته شده که مشابه تخته بازی پاچیسی باشد.

اکبر کبیر، پادشاه گورکانی هند، موزاییک‌های کاخ را طوری طراحی کرده بود که پاچیسی بازی کند و از غلامان با لباس‌های رنگی به عنوان مهره استفاده می‌کردند. ابوالفضل علامی در کتاب زندگی اکبر این بازی و قوانین آن را شرح داده است و از محبوبیت بازی در آن دوره هند صحبت کرده است.
لوئیس روسلت در گزارشی نوشته است:
بازی پاچیسی توسط اکبر واقعاً شاهانه برگزار می‌شد. خود [کفِ] دربار که به مربع‌های قرمز و سفید تقسیم می‌شد، مشابه تخته است و سنگ عظیمی که بر روی چهارپایه قرار گرفته است، نشان‌دهنده نقطه مرکزی بازی است. اینجا اکبر و درباریانش این بازی را انجام می‌دادند. شانزده برده جوان از حرمسرا که لباس‌هایی به رنگ‌های مُهره‌ها را پوشیده بودند، به جای مُهره می‌ایستادند و بر اساس پرتاب تاس به سمت مربع حرکت می‌کردند. گفته می‌شود که امپراتور به بازی در این مقیاس بزرگ علاقه نشان می‌دهد که در تمام کاخ‌هایش بارگاهی برای پاچیسی ساخته است و آثاری از آن هنوز در آگرا و الله‌آباد قابل مشاهده است.
ایروینگ فینکل می‌افزاید:
تا به امروز، این تخته‌های بزرگ هنوز هم اولین شواهد مطمئن برای وجود این بازی در هند را نشان می‌دهند. نقش این بازی در تاریخ هند هنوز باید مورد بررسی قرار گیرد. غالباً فرض بر این است که بازی قمار که نقش مهمی در مهابهاراتا، حماسه ادبی کلاسیک ایفا می‌کند، پاچیسی است؛ اما توصیف‌هایی که وجود دارد، با بازی مرتبط نیست و این نتیجه‌گیری شاید اشتباه باشد.
در سال ۱۹۳۸ میلادی، شرکت آمریکایی اسباب‌بازی و بازی ترانسوگرام نسخه بازی رومیزی آن را در بازار به شکل انبوه تولید و توزیع کرد و آن را بازی هند (به انگلیسی: Game of India) معرفی کرد، که بعداً با نام پا-چیز-سی: بازی هند نیز به بازار عرضه شد.

## لوازم

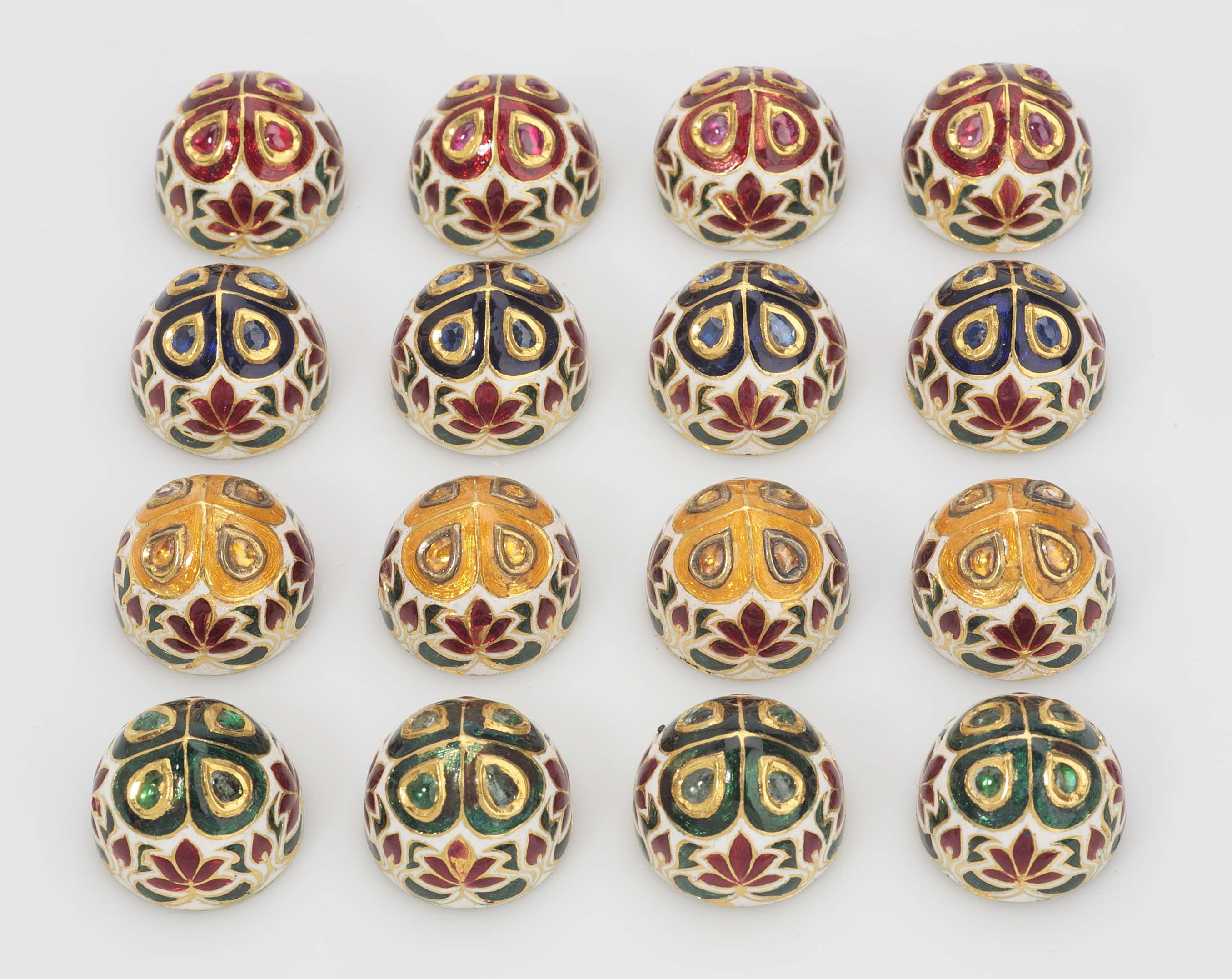
قطعات پاچیسی با میناکاری طلایی و از جنس سنگ‌های قیمتی، هند گورکانی قرن ۱۸ میلادی، مجموعه هنر اسلامی خلیلی

پاچیسی یک بازی برای دو، سه یا چهار بازیکن بود، معمولاً چهار نفر در قالب دو تیم بازی می‌کردند. یک تیم دارای مهره‌های زرد و مشکی و تیم دیگر قرمز و سبز بود. تیمی که ابتدا تمام مهره‌های خود را به پایان می‌رسانید، برنده بازی بود.

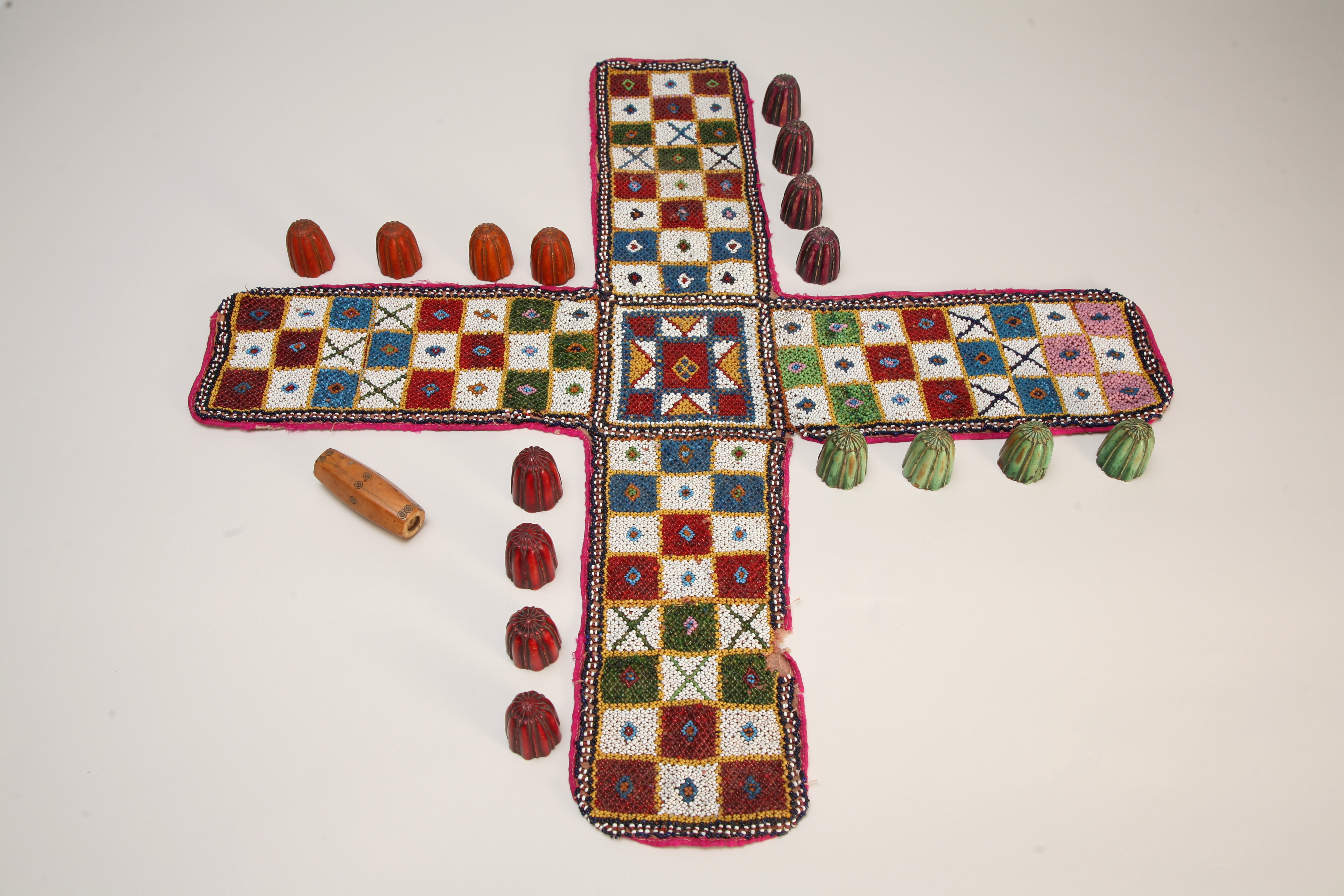
لوازم پاچیسی، موزه کودکان ایندیاناپولیس

هر بازیکن دارای چهار قطعه کندوی عسل است (این عدد را می‌توان تا ۱۶ قطعه در هر طرف در برخی نسخه‌ها افزایش داد). مهره‌های هر بازیکن با رنگ‌هایشان از دیگری متمایز می‌شوند: سیاه، سبز، قرمز و زرد.
برای تعیین میزان جابجایی مهره‌های بازیکنان از شش صدف سپیدمهره (به جای تاس) استفاده می‌شد. صدف‌ها از دست بازیکن پرتاب می‌شدند و تعداد صدفی که دهانه‌هایشان به سمت بالا می‌افتاد نشان می‌داد که بازیکن چند خانه می‌تواند حرکت کند:
| صدف رو به بالا | ارزش | نوبت دیگر پرتاب داشت؟ |
| -------------- | ---- | --------------------- |
| ۰              | ۲۵   | بله                   |
| ۱              | ۱۰   | بله                   |
| ۲              | ۲    | خیر                   |
| ۳              | ۳    | خیر                   |
| ۴              | ۴    | خیر                   |
| ۵              | ۵    | خیر                   |
| ۶              | ۶    | بله                   |

در برخی از نسخه‌ها، از هفت صدف سپیدمهره استفاده می‌کردند:
| صدف رو به بالا | ارزش | نام    | نوبت دیگر پرتاب داشت؟ |
| -------------- | ---- | ------ | --------------------- |
| ۰              | ۷    | ست     | بله                   |
| ۱              | ۱۰   | دوس    | بله                   |
| ۲              | ۲    | دوگا   | خیر                   |
| ۳              | ۳    | تنی    | خیر                   |
| ۴              | ۴    | چاری   | خیر                   |
| ۵              | ۲۵   | پاچیز  | بله                   |
| ۶              | ۳۵   | پایتیز | بله                   |
| ۷              | ۱۴   | چائودا | بله                   |

تخته معمولاً روی پارچه گلدوزی می‌شد. محوطه بازی صلیبی شکل (متقاطع) بود. در مرکز یک مربع بزرگ به نام چارکونی وجود داشت که محل شروع و پایان حرکت مهره‌ها بود. چهار بازو به سه ستون هشت مربعی تقسیم شده بودند. مهره‌های بازیکنان در طول بازی در امتداد این ستون‌ها حرکت می‌کردند.
دوازده مربع به‌طور خاص به عنوان مربع قلعه مشخص می‌شدند. چهار مورد از این‌ها در انتهای هر ستون میانی هر بازو قرار داشتند. هشت مورد دیگر چهار مربع به سمت داخل از انتهای ستون‌های بیرونی هر بازو بودند. یک قطعه ممکن بود توسط حریف در حالی که در میدان قلعه قرار دارد گرفته نشود.

### کتابشناسی
- Falkener, Edward (1961) [1892]. Games Ancient and Oriental and How to Play Them (rpt. New York: Dover Publications ed.). London: Longmans, Green and Company.
- Finkel, Irving (2004). "Round and Round the Houses: The Game of Pachisi".  In Mackenzie, Colin; Finkel, Irving (eds.). Asian Games: The Art of Contest. Asia Society. pp. 46–57. ISBN 0-87848-099-4.
- Mohr, Merilyn Simonds (1997). The New Games Treasury. Houghton Mifflin Company. ISBN 1-57630-058-7.
- Murray, H. J. R. (2002) [1913]. A History of Chess (Reprint Oxford: Oxbow Books ed.). Oxford: Oxford University Press. ISBN 0-19-827403-3.
- Murray, H. J. R. (2002) [1951]. A History of Board-Games Other Than Chess. Oxford: Oxbow Books. ISBN 0-19-827401-7.
- Parlett, David (1999). The Oxford History of Board Games. Oxford: Oxford University Press. ISBN 0-19-212998-8.